# René Le Droumaguet
René Le Droumaguet, né le 24 avril 1897 à Montpont-en-Bresse (Saône-et-Loire) et mort à Nevers (Nièvre) le 8 septembre 1946, est un médecin français, qui fut nommé d'office maire de Nevers, en 1941-1944, sous l'occupation allemande durant la Seconde Guerre mondiale. Il fut aussi connu à Nevers pour quelques écrits publiés, dont de brefs récits de sa Grande Guerre, et des poèmes, ainsi que pour ses caricatures, illustrant diverses publications d'auteurs nivernais dans les années 1920-1930, souvent sous le pseudonyme Hervé Saint-Cosme. Il s'attache à éditer également, en tant que maire, durant la Seconde Guerre Mondiale des cahiers annuels de la Municipalité de Nevers. Le Dr René Le Droumaguet décède tragiquement dans un avion lors d'un meeting aérien à Nevers en 1946.

## Biographie
Il est le fils de (même prénom usuel)  René Marie Le Droumaguet, originaire de La Roche-Derrien (Côtes-d'Armor, 22), chef de comptabilité puis secrétaire général à la mairie de Nevers, après un premier emploi à la Mairie de Montpont-en-Bresse (Saône-et-Loire, 71), et de Valentine Bourgeois, fille d'un notable (vignoble, commerces) et maire de Montpont-en-Bresse. Le Dr René Le Droumaguet sera l'aîné d'un frère, André, père jésuite, et de deux sœurs, Yvonne (décédée à 13 ans) et Jeanne.
Excellent élève au lycée de Nevers de 1907 à 1914, il obtient son bac en 1914, à 17 ans, juste avant la déclaration de guerre du 3 août 1914. En 1915 il obtient à Poitiers le certificat PCN alors imposé aux bacheliers pour entrer en faculté de médecine.
Des projets d'études de médecine mis à mal par la Grande Guerre : Il est mobilisé quatre ans, dans la Marine, dont trois au front -3 chevrons sur sa vareuse en 1919 de médecin auxiliaire-; il se bat aussi pour essayer en même temps d'étudier la médecine. La mobilisation ou appel est avancé à début janvier 1916 pour sa classe 1917 (année des 20 ans), il se porte volontaire en décembre 1915, ayant plus que les 17 ans minima, et devance ainsi l'appel. Cela lui laisse le choix du corps d'armée. Il choisit la Royale. Il rejoint le dépôt des équipages de la flotte à Brest, puis en janvier 1916 rejoint en Méditerranée à Malte le cuirassé Mirabeau comme apprenti timonier, puis en mai 1916, toujours simple matelot, comme infirmier. Il sera ainsi pendant près de quatre ans, de 1916 à 1919, infirmier puis médecin auxiliaire, en poste sur divers cuirassés opérant en Méditerranée : Mirabeau, Condorcet... Il relate par écrit trois épisodes de guerre, marquants et historiques, qu'il vit durant cette mobilisation dans la Marine jusqu'en octobre 1919. Ces trois brefs récits sont publiés en 1926-1930 dans des revues nivernaises.
En décembre 1916, il participe alors qu'il vient de passer du Mirabeau au Condorcet, pendant quelques jours, avec les compagnies déjà débarquées de différentes escadres des Alliés vers Athènes, à de brefs derniers combats, au cours d'une difficile entreprise militaro-diplomatique des Alliés en Grèce, dans un complexe contexte de quasi guerre civile en 1915-1917 entre Grecs, s'opposant politiquement entre eux quant à leurs alliances, faction du roi contre celle du premier ministre.
En août 1917, lors d'un retour de permission, son navire de transport, le Golo II, coule, torpillé par un sous-marin allemand. Il sera naufragé, agrippé plus d'une journée à un radeau. Près d'un tiers des occupants du Golo II ont disparu. Sauvé avec les autres par la Marine, René Le Droumaguet retrouve peu après le Condorcet, toujours affecté à la surveillance autour de la Grèce.
Dans ce contexte de guerre (réglementations instables, pénurie d'hommes aux services de santé militaire) en avril 1918, toujours mobilisé, il réussit exceptionnellement à prendre les quatre premières inscriptions trimestrielles d'études de médecine (équivalent à une 1re année de médecine; 20 inscriptions validées sont alors requises jusqu'au doctorat), auprès de l'école préparatoire temporaire de l'École principale du service de santé de la Marine à Bordeaux (l'école, recrute sur concours, après une première année de médecine d'habitude validée ailleurs -anciennes écoles de santé navale, facultés civiles-, et assure 2e à 5e année de médecine, jusqu'au doctorat, en lien avec la faculté de Bordeaux). Cette école est fermée depuis août 1914 (transformée en hôpital, élèves mobilisés). La Marine, en pénurie de médecins, essaie de la rouvrir depuis 1917, en relançant structure d'enseignement et procédure de recrutement, avec à nouveau des concours d'entrée à l'école en janvier et novembre 1918, mais des élèves seulement en 1919 après la guerre. Les concours d'entrée à l'école en 1918 resteront réservés exclusivement aux candidats de la classe 1919, inscrits avant que cette classe ne soit mobilisée mi-avril 1918, et à d'autres classes plus jeunes éventuellement ensuite, et seront interdits aux potentiels candidats déjà sous les drapeaux, ceux des classes 1915 à 1918, car aucun français mobilisé, alors que la guerre fait rage, n'a le droit de faire « acte de scolarité » (sic, rép. du Min. Marine, à question écrite du 19 mars 1918 du député Guernier, renvoyant aux décrets du Min. Instr. Publique).
Le Ministère de la Marine entérine en octobre 1918, dans la France encore en guerre, par décision spécifique nominative, sa nomination à l'emploi militaire de médecin auxiliaire : « Ministère de la Marine [..] Par décision ministérielle du 16 octobre 1918, ont été nommés pour compter de la date de cette décision : [...] A l'emploi de médecin auxiliaire, Le matelot infirmier Le Droumaguet (Paul René-Marie), en service à Brest. ». 
Mi-avril 1919, la veille de ses 22 ans, encore mobilisé des mois après la fin de la Grande Guerre, comme tant d'autres soldats français, et désormais médecin auxiliaire à l'hôpital maritime militaire de Brest, il est envoyé en mission rejoindre une escadre française, menée par le Jean Bart, au large de Sébastopol. Il y est en poste sur la France, puis sur le Mirabeau et le Vergniaud. À la demande de Clemenceau la Marine française est en effet chargée en Crimée de combattre les Bolcheviks, au pouvoir depuis 1917-1918 à Moscou, après la Révolution d'Octobre (cf. RSFSR). Sur fond de cette intervention militaire maritime et terrestre en Crimée, il va ainsi vivre pendant 15 jours en 1919 un étonnant épisode peu connu de l'histoire de France, les Mutineries de la mer Noire, simple épisode, mais dramatique, de cette tout aussi méconnue vaste Intervention Alliée contre les Bolcheviks de 1918-1920 du nord au sud de l'Europe : des révoltes de matelots en 1919 dans toute la flotte française en guerre, en mer et même dans les ports français, sous l'effet de la propagande bolchévique locale, mais aussi surtout d'un contexte technique et moral de la Marine française désastreux, car tous ces marins, à nouveau en guerre en 1919, n'ont pas été démobilisés depuis la Grande Guerre; cela mènera à la formation de soviets, qui prennent ainsi en 1919 le pouvoir sur certains de ces navires français, où flottera le drapeau rouge.
Démobilisé le 26 novembre 1919, René Le Droumaguet quitte la Marine, et la guerre écrit-il. Il rejoint alors pendant deux ans l'École de Médecine et des Hôpitaux de Rouen, où il commence sa thèse. À partir de 1922 il poursuit et achève ses études en accédant à un internat à Paris, à l'hôpital Notre-Dame de Bon-Secours, sous la direction du Dr E. Potherat, chirurgien en chef honoraire de l'Hôtel-Dieu. À Paris il achève et présente en avril 1923 sa thèse, consacrée à la vaccination, titrée Notes sur l'histoire des premières vaccinations contre la variole sous l'égide du Pr Roger, Doyen de la Faculté de Médecine de Paris.
En 1923 il s’installe à Nevers, sa ville natale, comme médecin généraliste. La même année il épouse Yvonne Chéreau (1897-1972) fille d'un parfumeur neversois. Ils auront huit filles. Il préside jusqu'en 1933 la Jeunesse Catholique Nivernaise. En 1936 il est nommé médecin chef de service à l'hôpital de Nevers.
À la déclaration de guerre en septembre 1939, au début de cette Drôle de guerre de 8 mois sans combats, réserviste, il est mobilisé comme la plupart des hommes français de moins de 50 ans, avec le rang de médecin-capitaine. Il est démobilisé en janvier 1940, pour cause de charge de famille, mais est alors nommé médecin-chef civil de l'hôpital auxiliaire de la Croix-Rouge installé en octobre 1939 par l'armée dans le couvent Saint-Gildard. Cet hôpital militaire fera le plein de blessés graves quelques semaines en mai-juin 1940, lors de la Bataille de France (invasion allemande), avant leur évacuation vers le sud lors de l'Exode, avant l'entrée des Allemands à Nevers le 17 juin 1940 . Sous l'occupation, devenu maire de Nevers, de 1941 à 1944, il est obligé d'abandonner son activité de médecin pour se consacrer à la mairie. Comme maire il reste ferme envers les actions de l'occupant et de la Milice, comme en témoignent, entre autres écrits et discours, ses lettres de récriminations adressées à la Kommandantur et la préfecture, représentant Vichy, publiées dans ses cahiers de la municipalité édités par la Mairie. En juillet 1944 il doit gérer les bombardements intensifs de Nevers par des escadrilles d'avions anglais et US, qui visent la gare et les voies de chemin de fer, mais qui détruisent plusieurs quartiers, et entre autres la cathédrale, et font, rien que la nuit du 16 juillet, 160 morts parmi les civils (cf. récits détaillés et photos dans les cahiers municipaux de 1943-1944).
À la Libération, attaché à la formation de jeunes soignants, il participe à la fondation de l'École d’infirmières de Nevers, qui porta officiellement son nom jusqu'à la fin du XXe siècle.

## Autres Sources
- Histoire du Lycée de Nevers  par Jean Bugarel (1931-2015)(enseignant es lettres au lycée Jules Renard de Nevers 1960-1991)(chacun des 42 chap. de cette recherche historique, jamais publiée sous forme de livre, correspond à un doc. pdf) : ch. 1914-1919 brève biographie de René Le Droumaguet (mais des erreurs, corrigées ci-dessus -cf. autres sources-), ch. 1939-1944(2) évocations, dont bref résumé commenté critique, de l'allocution du Maire René Le Droumaguet devant des élèves du lycée (2e cycle) le 13 juillet 1942 à l'occasion de la distribution des prix, avec renvoi en note au texte complet de cette allocution publiée dans l'ouvrage "Ville de Nevers - Quelques aspects de la vie municipale en 1942 (extraits de presse)", ed. Chassaing Nevers, p. 17-19 BNF Médiath. Nevers
- Mon Nevers Secret, hors-série, novembre 2013. ed. Journal du Centre p. 66-67, article de Valérie Mazerolle, titré René Le Droumaguet, le secret d'un nom rayé - La blessure gravée dans le marbre